# Simorgh (fusée)
Pour les articles homonymes, voir Simorgh.
Simorgh (nom d'un oiseau fabuleux dans la mythologie persane) ou Safir-2 est un lanceur iranien léger dont le premier vol a eu lieu en 2016. La fusée peut placer 350 kg sur une orbite basse de 500 km.

## Historique
Entre 2009 et 2015 l'Iran a  placé en orbite quatre satellites légers en utilisant son lanceur léger Safir dans ses différentes variantes : Safir-1, Safir-1A et Safir-1B. Mais celui-ci manque de puissance pour lancer des satellites d'une taille plus importante capables de missions opérationnelles.
Simorgh est un lanceur de deuxième génération qui doit permettre de lancer des satellites d'observation de la Terre ainsi que des satellites météorologiques et de télécommunications. Le nouveau lanceur est annoncé par les officiels iraniens en janvier 2010. Les caractéristiques fournies à l'époque comprennent une poussée au décollage multipliée par 4 par rapport au lanceur Safir existant. Cette performance permet de placer un satellite de 100 kg sur une orbite de 500 km. Des versions développées ultérieurement doivent porter la charge utile à 250 kg et permettre éventuellement d'atteindre des orbites plus hautes, voire l'orbite géostationnaire à l'aide d'un étage à propergol solide.
Le développement du lanceur Simorgh débute mi-2012 avec une date de lancement annoncée en 2013. Cette échéance a été régulièrement repoussée notamment en 2015 officiellement pour des raisons budgétaires. La première apparition du lanceur remonte à février 2016 lorsque celui-ci est identifié sur son pas de tir grâce à des photos prises par des satellites de reconnaissance occidentaux. En mars 2016 les officiels iraniens dévoilent les plans du lanceur à 3 étages en annonçant que deux vols suborbitaux seraient effectués avant le lancement d'un satellite. La fusée Simorgh a été lancée pour la première fois le 19 avril 2016 sans qu'on sache s'il s'agissait uniquement d'un premier étage et si le vol était un succès. Le 28 juillet 2017 l'Iran a annoncé avoir réussi le lancement d'une fusée Simorgh dépourvue de charge utile inaugurant la base de lancement de Semnan mais le deuxième étage est victime d'une défaillance 20 secondes après la mise à feu. Une troisième tentative le 15 janvier 2019 est également victime d'une défaillance du troisième étage. Le quatrième lancement, qui a lieu le 9 février 2020, emporte le satellite Zafar-1 qui a une double  fonction : satellite de télécommunications et satellite d'observation de la Terre. Le lanceur parvient à hisser sa charge utile jusqu'à une altitude de 540 kilomètres mais sa vitesse est insuffisante (de 1 km/s) pour assurer la mise en orbite.
Selon le New York Times, la communauté du renseignement des États-Unis sabote le programme balistique iranien depuis les années 2000, ce qui peut en partie expliquer les 8 échecs sur les douze tentatives de tirs orbitaux effectués entre 2008 et début 2019 par l'Iran.

## Caractéristiques techniques
Le lanceur, qui comprend deux étages, est haut de 25,97 mètres et a une masse de 85 tonnes. Les moteurs-fusées de la fusée brûlent les ergols hypergoliques UDMH / peroxyde d'azote caractéristiques des premières générations des lanceurs. Le premier étage long de 17,8 mètres et d'un diamètre de 2,4 mètres est propulsé par 4 moteurs-fusées à ergols liquides fixes fournissant une poussée totale de 1245 kilonewtons. Comme pour le moteur unique propulsant le premier étage du lanceur Safir-1, les spécialistes estiment que ces moteurs dérivent des moteurs Nodong du lanceur nord-coréen Unha en étant toutefois utilisés avec des ratios de carburant et une pression dans la chambre de combustion différentes. Ces moteurs  sont associés à un  moteur vernier à quatre chambres d'une poussée de 147 kN chargé du contrôle d'attitude. Le premier étage fonctionne durant 120 secondes brulant 60 tonnes d'ergols. Le deuxième étage, qui est probablement une version agrandie et allongée du deuxième étage du lanceur Safir-1, contient 7,5 tonnes d'ergols. Il est propulsé par deux moteurs-fusées à deux chambres fournissant une poussée totale de 70,6 kN. Un troisième étage optionnel permet de placer un satellite sur une orbite haute. La coiffe a un diamètre maximum de 1,5 mètre et une hauteur de 3 mètres.

## Historique des lancements

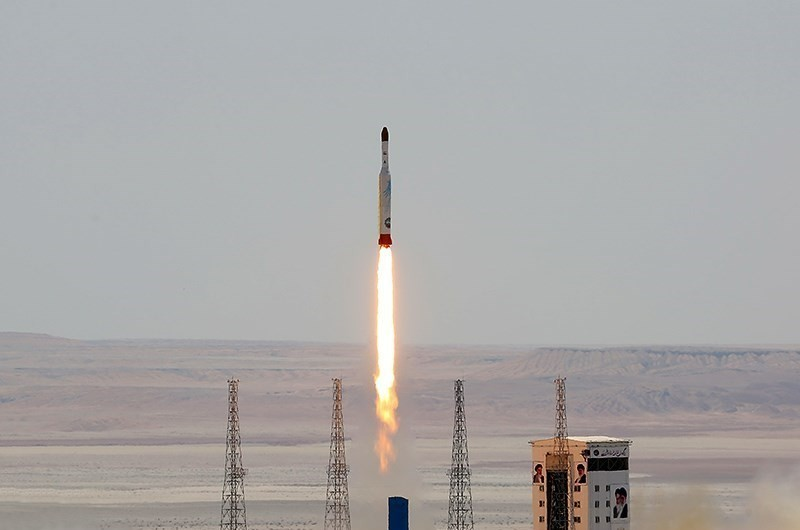
Décollage du lanceur (juillet 2017).

| Numéro | Version | Date de lancement | Lieu de lancement | Charge utile                                | Statut                      | Remarques |
| ------ | ------- | ----------------- | ----------------- | ------------------------------------------- | --------------------------- | --- |
| 1      |         | 19 avril 2016     | Centre Khomeini   | ?                                           | Échec                       | Vol suborbital |
| 2      |         | 27 juillet 2017   | Centre Khomeini   | aucune                                      | Échec                       | Test, échec du second étage |
| 3      |         | 15 janvier 2019   | Centre Khomeini   | Payam-e Amirkabir Nahid-1                   | Échec                       | Échec du troisième étage |
| 4      |         | 9 février 2020    | Centre Khomeini   | Zafar-1                                     | Échec                       | Vitesse horizontale insuffisante |
| 5?     |         | 12 juin 2021      | Centre Khomeini   | Inconnu                                     | Possible destruction au sol | Possible lancement détecté par satellite mais non confirmé par les autorités iraniennes |
| 5      |         | 30 décembre 2021  | Centre Khomeini   | 3 démonstrateurs technologiques             | Échec                       | Vitesse horizontale insuffisante |
| 6      |         | 28 janvier 2024   | Centre Khomeini   | Mahda, Keyhan-2, Hatef-1                    | Succès                      | Premier lancement orbital réussi de Simorgh. Place trois satellites sur une orbite de 1 100 x 450 km. Le lancement a eu lieu seulement 8 jours après le premier lancement orbital réussi de Qaem 100.         |
| 7      |         | 6 décembre 2024   | Centre Khomeini   | Saman-1 (en), Fakhr-1 et un autre satellite | Succès                      | Premier lancement de l'étage supérieur Saman-1 (en), à 400 kilomètres d'altitude, avec deux charges utiles (dont le satellite Fakhr-1), d'une masse totale de 300 kilogrammes, établissant un nouveau record. |